# The Treacherous Policeman
The Treacherous Policeman è un cortometraggio muto del 1909 diretto da Theo Bouwmeester (Theo Frenkel).

## Trama
Un poliziotto disonesto, dopo aver investito il padre di una ragazza, accusa il suo rivale.

## Produzione
Il film fu prodotto dalla Hepworth.

## Distribuzione
Distribuito dalla Hepworth, il film - un cortometraggio di 206 metri - uscì nelle sale cinematografiche britanniche nel maggio 1909. L'Empire Film Company lo distribuì negli Stati Uniti il 24 luglio dello stesso anno.
Si conoscono pochi dati del film che, prodotto dalla Hepworth, fu distrutto nel 1924 dallo stesso produttore, Cecil M. Hepworth. Fallito, in gravissime difficoltà finanziarie, il produttore pensò in questo modo di poter almeno recuperare il nitrato d'argento della pellicola.